# Negrilești (okręg Vrancea)
Negrilești – wieś w Rumunii, w okręgu Vrancea, w gminie Negrilești. W 2011 roku liczyła 1816
mieszkańców.